# Christopher Valdez
Christopher Valdez (* 1. November 1994) ist ein dominikanischer Leichtathlet, der sich auf den Sprint spezialisiert hat.

## Sportliche Laufbahn
Erste internationale Erfahrungen sammelte Christopher Valdez im Jahr 2016, als er bei den U23-NACAC-Meisterschaften in San Salvador in 10,55 s den vierten Platz im 100-Meter-Lauf belegte und mit der dominikanischen 4-mal-100-Meter-Staffel mit 39,97 s ebenfalls auf Rang vier gelangte. Bei den IAAF World Relays 2017 auf den Bahamas wurde er in 39,57 s Dritter im B-Finale der 4-mal-100-Meter-Staffel und im Jahr darauf klassierte er sich bei den Zentralamerika- und Karibikspielen in Barranquilla mit 10,27 s auf dem sechsten Platz über 100 Meter und gewann mit der Staffel in 38,71 s die Silbermedaille hinter dem Team aus Barbados. Zudem stellte er im selben Jahr in der Halle mit 6,70 s einen neuen Landesrekord im 60-Meter-Lauf auf. Bei den IAAF World Relays 2019 in Yokohama schied er mit der 4-mal-100-Meter-Staffel mit 39,12 s im Vorlauf aus und anschließend kam er bei den Panamerikanischen Spielen in Lima mit 10,51 s nicht über die Vorrunde über 100 Meter hinaus und belegte mit der Staffel in 39,15 s den sechsten Platz. Im Oktober schied er dann bei den Militärweltspielen in Wuhan mit 10,84 s im Halbfinale über 100 Meter aus und gewann mit der Staffel in 39,54 s die Bronzemedaille hinter den Teams aus Brasilien und dem Oman. 2022 siegte er in 10,54 s über 100 Meter beim Felix Sánchez Classic und belegte dann bei den Ibero-Amerikanischen Meisterschaften in La Nucia in 10,34 s den sechsten Platz über 100 Meter und gewann mit der Staffel in 39,19 s die Silbermedaille hinter dem spanischen Team. Anschließend gewann er bei den Juegos Bolivarianos in Valledupar in 10,18 s die Silbermedaille über 100 Meter hinter dem Panamaer Alonso Edward und siegte mit der Staffel in 39,26 s. Im Jahr darauf belegte er bei den Zentralamerika- und Karibikspielen in San Salvador in 10,45 s den fünften Platz über 100 Meter und gewann mit der Staffel in 38,61 s die Silbermedaille hinter dem kubanischen Team. Im November kam er bei den Panamerikanischen Spielen in Santiago de Chile mit der Staffel im Vorlauf nicht ins Ziel. Bei den World Athletics Relays 2024 in Nassau wurde er in 39,16 s Dritter im B-Lauf über 4-mal 100 Meter in der 2. Qualifikationsrunde für die Olympischen Spiele. Kurz darauf kam er bei den Ibero-Amerikanischen Meisterschaften in Cuiabá mit der Staffel nicht ins Ziel.

## Persönliche Bestzeiten
- 100 Meter: 10,18 s (+1,0 m/s), 1. Juli 2022 in Valledupar
  - 60 Meter (Halle): 6,70 s, 26. Januar 2018 in New York City (dominikanischer Rekord)
- 200 Meter: 21,28 s (+1,0 m/s), 15. Juni 2017 in Santo Domingo